# Bivès
Bivès (Vivèrs en gascon) est une commune française située dans le nord-est du département du Gers en région Occitanie. Sur le plan historique et culturel, la commune est dans la Lomagne, une ancienne circonscription de la province de Gascogne ayant titre de vicomté, surnommée « Toscane française ».
Exposée à un climat océanique altéré, elle est drainée par l'Arrats et par divers autres petits cours d'eau. La commune possède un patrimoine naturel remarquable composé de trois zones naturelles d'intérêt écologique, faunistique et floristique.
Bivès est une commune rurale qui compte 119 habitants en 2022, après avoir connu un pic de population de 549 habitants en 1831.  Ses habitants sont appelés les Bivèsiens ou  Bivèsiennes.

## Géographie

### Localisation
Cette commune rurale se situe en Gascogne dans la vallée de l'Arrats en Lomagne à 28 kilomètres au nord-est d’Auch qui est la préfecture.

### Communes limitrophes
Les communes limitrophes sont  Bajonnette, Cadeilhan, Estramiac, Homps, Monfort, Saint-Léonard et Tournecoupe.
| Saint-Léonard                   | Tournecoupe |           |
| Cadeilhan                       | Bivès       | Estramiac |
| Bajonnette (par un quadripoint) | Monfort     | Homps     |

### Géologie et relief
Bivès se situe en zone de sismicité 1 (sismicité très faible).

### Hydrographie

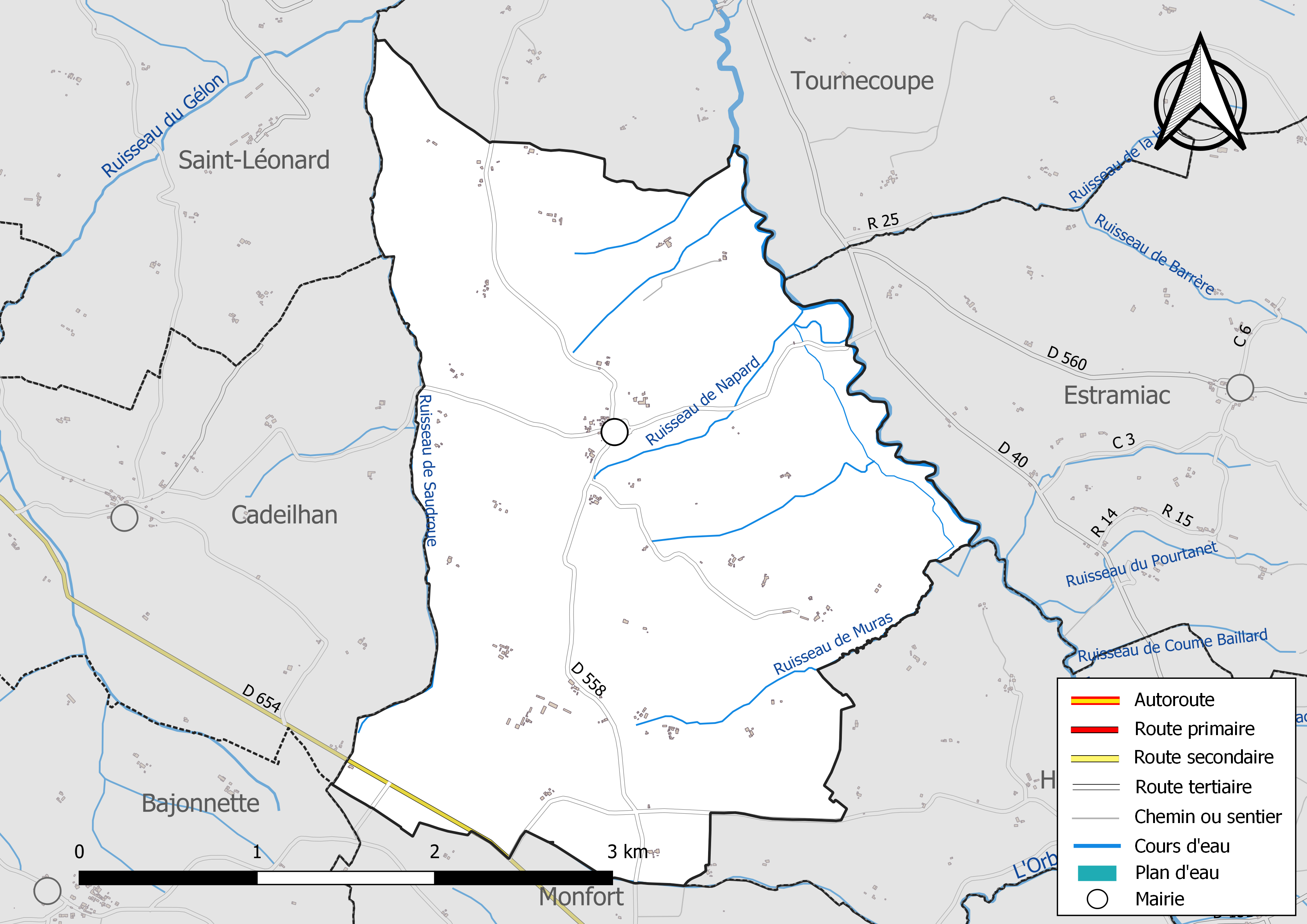
Réseaux hydrographique et routier de Bivès.

La commune est dans le bassin de la Garonne, au sein du bassin hydrographique Adour-Garonne. Elle est drainée par l'Arrats, un bras de l'Arrats, le ruisseau de Barrère, le ruisseau de Muras, le ruisseau de Napard, le ruisseau de Saudroue et par divers petits cours d'eau, qui constituent un réseau hydrographique de 11 km de longueur totale,.
L'Arrats, d'une longueur totale de 162,1 km, prend sa source dans la commune de Lannemezan et s'écoule vers le nord. Il traverse la commune et se jette dans la Garonne à Saint-Loup, après avoir traversé 66 communes.

### Climat
Pour des articles plus généraux, voir Climat de l'Occitanie et Climat du Gers.
En 2010, le climat de la commune est de type climat du Bassin du Sud-Ouest, selon une étude s'appuyant sur une série de données couvrant la période 1971-2000. En 2020, Météo-France publie une typologie des climats de la France métropolitaine dans laquelle la commune est exposée à un climat océanique altéré et est dans la région climatique Aquitaine, Gascogne, caractérisée par une pluviométrie abondante au printemps, modérée en automne, un faible ensoleillement au printemps, un été chaud (19,5 °C), des vents faibles, des brouillards fréquents en automne et en hiver et des orages fréquents en été (15 à 20 jours).
Pour la période 1971-2000, la température annuelle moyenne est de 13,3 °C, avec une amplitude thermique annuelle de 15,7 °C. Le cumul annuel moyen de précipitations est de 732 mm, avec 10,1 jours de précipitations en janvier et 5,9 jours en juillet. Pour la période 1991-2020, la température moyenne annuelle observée sur la station météorologique la plus proche, située sur la commune de Mauroux à 9 km à vol d'oiseau, est de 14,0 °C et le cumul annuel moyen de précipitations est de 677,6 mm,. Pour l'avenir, les paramètres climatiques de la commune estimés pour 2050 selon différents scénarios d'émission de gaz à effet de serre sont consultables sur un site dédié publié par Météo-France en novembre 2022.

### Milieux naturels et biodiversité
L’inventaire des zones naturelles d'intérêt écologique, faunistique et floristique (ZNIEFF) a pour objectif de réaliser une couverture des zones les plus intéressantes sur le plan écologique, essentiellement dans la perspective d’améliorer la connaissance du patrimoine naturel national et de fournir aux différents décideurs un outil d’aide à la prise en compte de l’environnement dans l’aménagement du territoire.
Une ZNIEFF de type 1 est recensée sur la commune :
les « bois et bosquets de Bives » (826 ha), couvrant 4 communes du département et deux ZNIEFF de type 2, : 
- les « collines de Saint-Léonard à Bivès » (817 ha), couvrant 4 communes du département[14] ;
- le « cours de l'Arrats » (815 ha), couvrant 30 communes dont 22 dans le Gers et huit dans le Tarn-et-Garonne[15].

Carte des ZNIEFF de type 1 et 2 à Bivès.
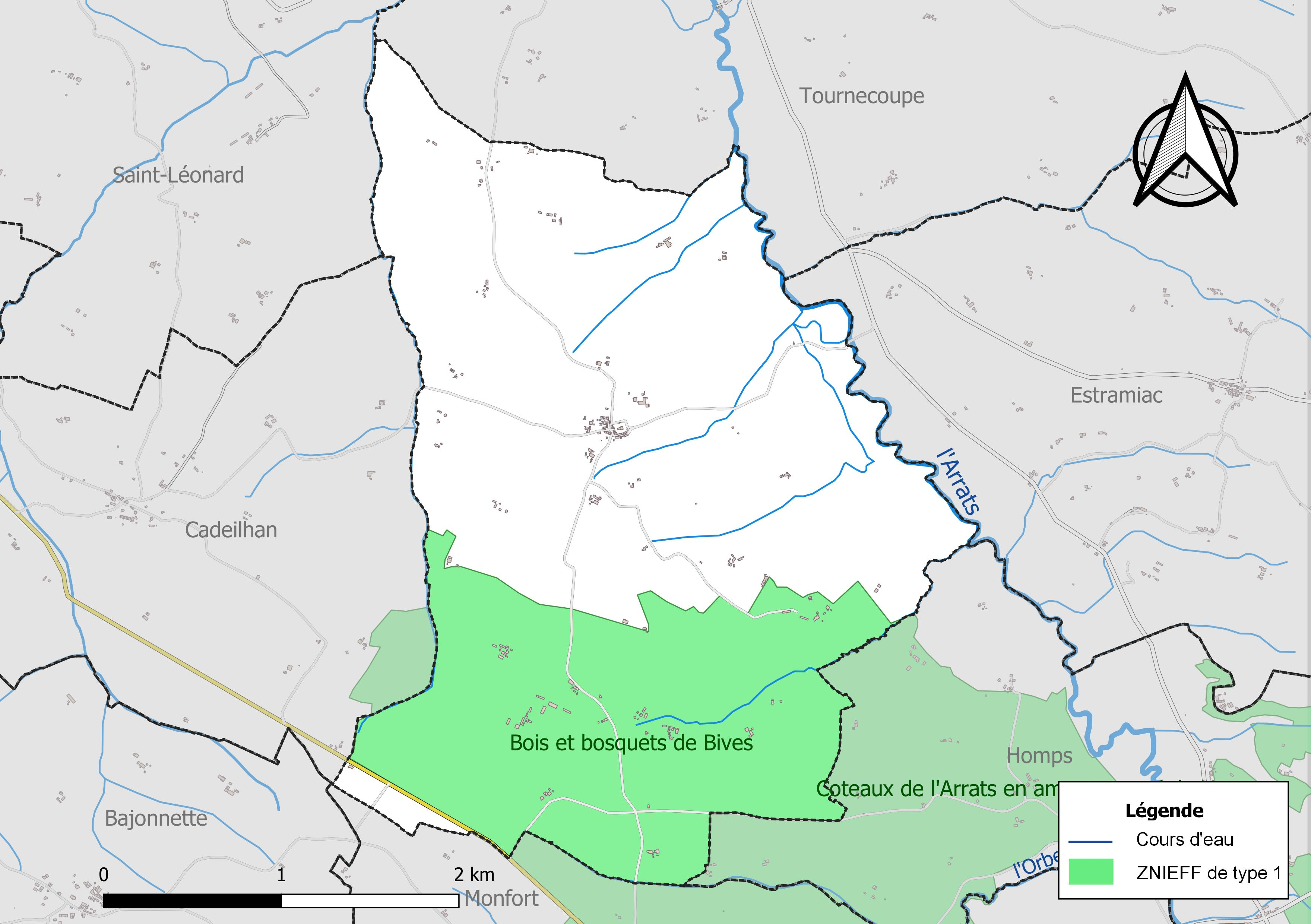
Carte de la ZNIEFF de type 1 sur la commune.
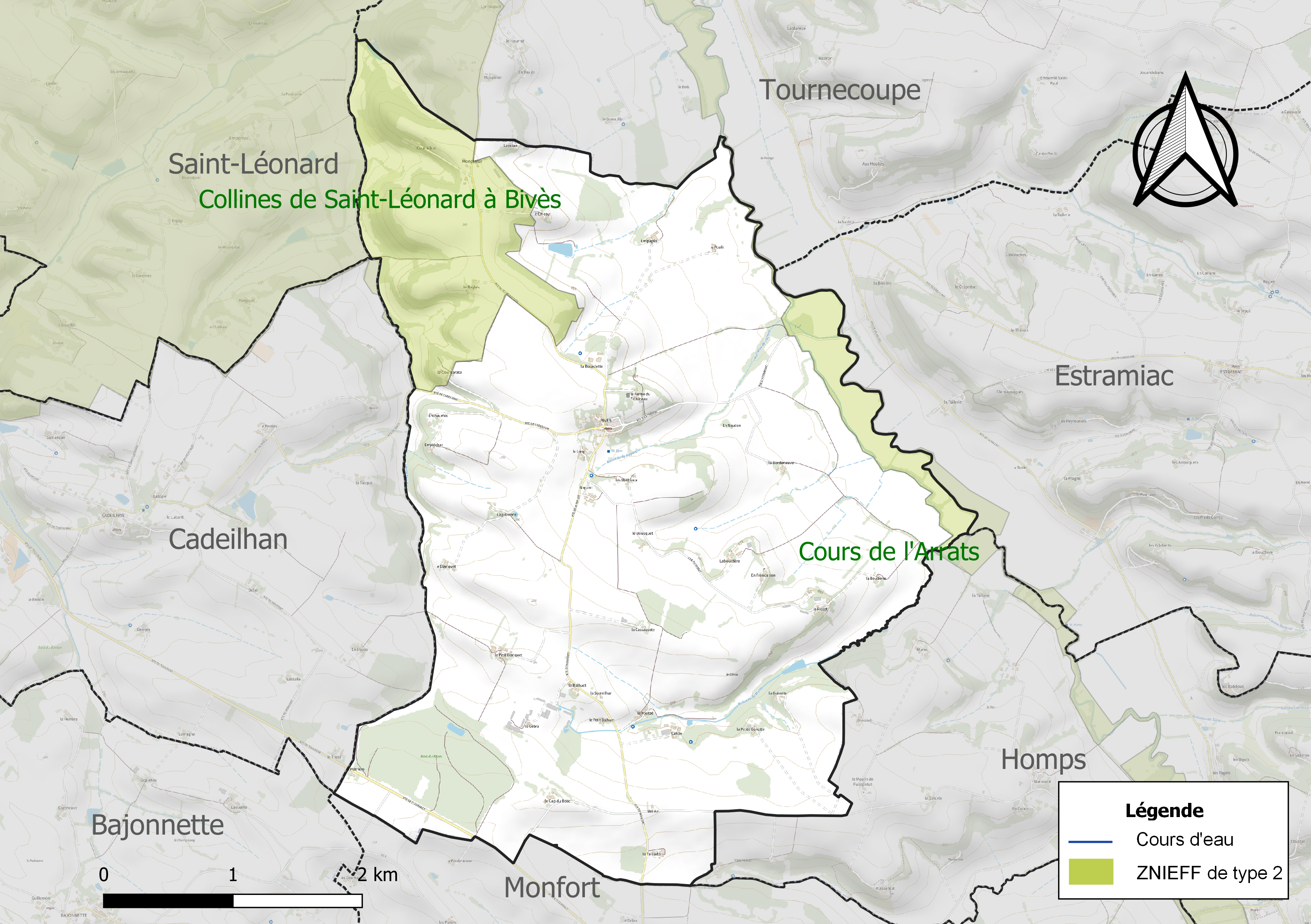
Carte des ZNIEFF de type 2 sur la commune.

## Urbanisme

### Typologie
Au 1er janvier 2024, Bivès est catégorisée commune rurale à habitat très dispersé, selon la nouvelle grille communale de densité à sept niveaux définie par l'Insee en 2022.
Elle est située hors unité urbaine et hors attraction des villes,.

### Occupation des sols
L'occupation des sols de la commune, telle qu'elle ressort de la base de données européenne d’occupation biophysique des sols Corine Land Cover (CLC), est marquée par l'importance des territoires agricoles (96 % en 2018), une proportion identique à celle de 1990 (96 %). La répartition détaillée en 2018 est la suivante : 
terres arables (80,7 %), zones agricoles hétérogènes (15,3 %), forêts (4 %). L'évolution de l’occupation des sols de la commune et de ses infrastructures peut être observée sur les différentes représentations cartographiques du territoire : la carte de Cassini (XVIIIe siècle), la carte d'état-major (1820-1866) et les cartes ou photos aériennes de l'IGN pour la période actuelle (1950 à aujourd'hui).

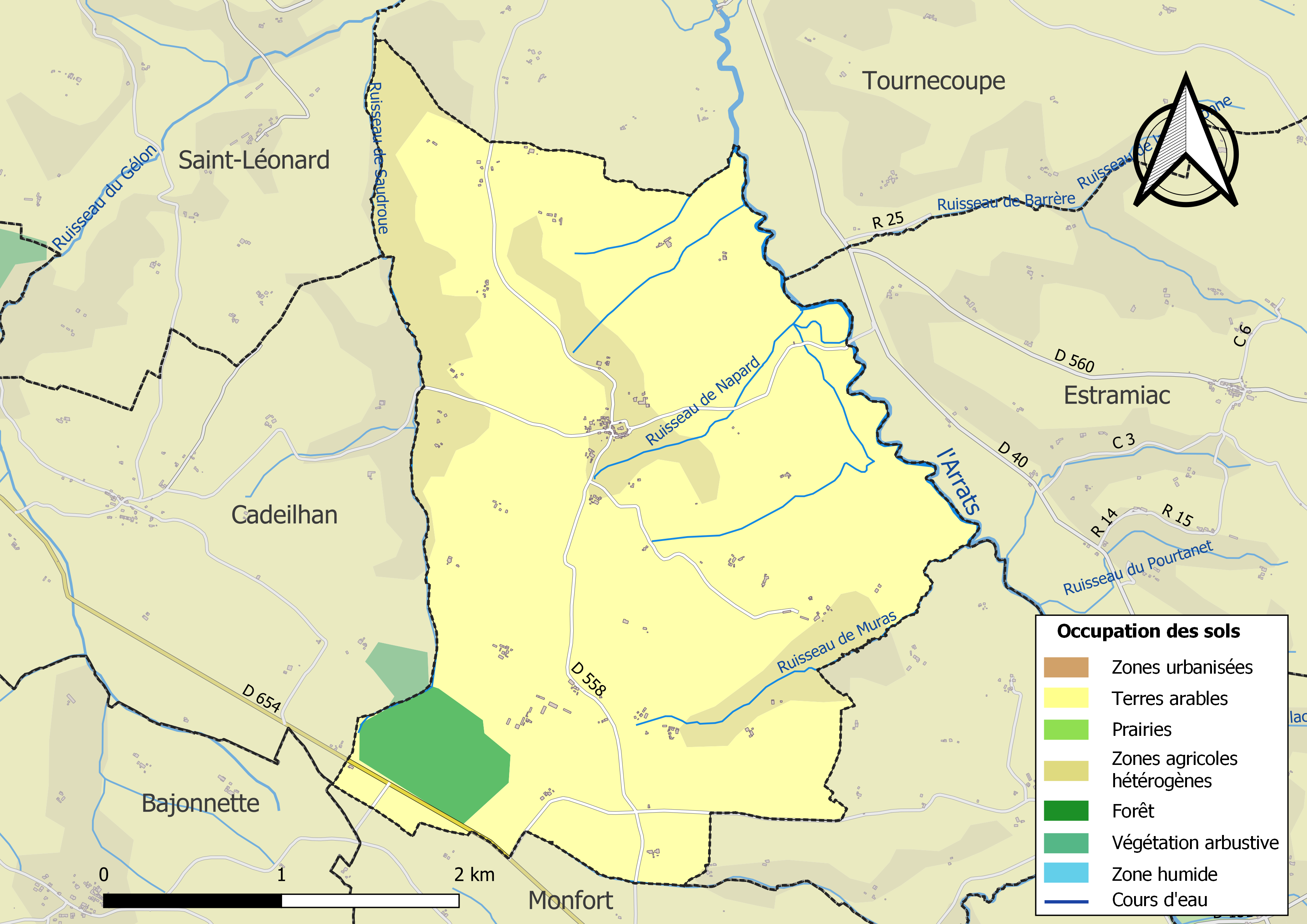
Carte des infrastructures et de l'occupation des sols de la commune en 2018 (CLC).

### Risques majeurs
Le territoire de la commune de Bivès est vulnérable à différents aléas naturels : météorologiques (tempête, orage, neige, grand froid, canicule ou sécheresse), inondations et séisme (sismicité très faible). Un site publié par le BRGM permet d'évaluer simplement et rapidement les risques d'un bien localisé soit par son adresse soit par le numéro de sa parcelle.
Certaines parties du territoire communal sont susceptibles d’être affectées par le risque d’inondation par débordement de cours d'eau, notamment l'Arrats. La cartographie des zones inondables en ex-Midi-Pyrénées réalisée dans le cadre du XIe Contrat de plan État-région, visant à informer les citoyens et les décideurs sur le risque d’inondation, est accessible sur le site de la DREAL Occitanie. La commune a été reconnue en état de catastrophe naturelle au titre des dommages causés par les inondations et coulées de boue survenues en 1999, 2008, 2009 et 2018,.

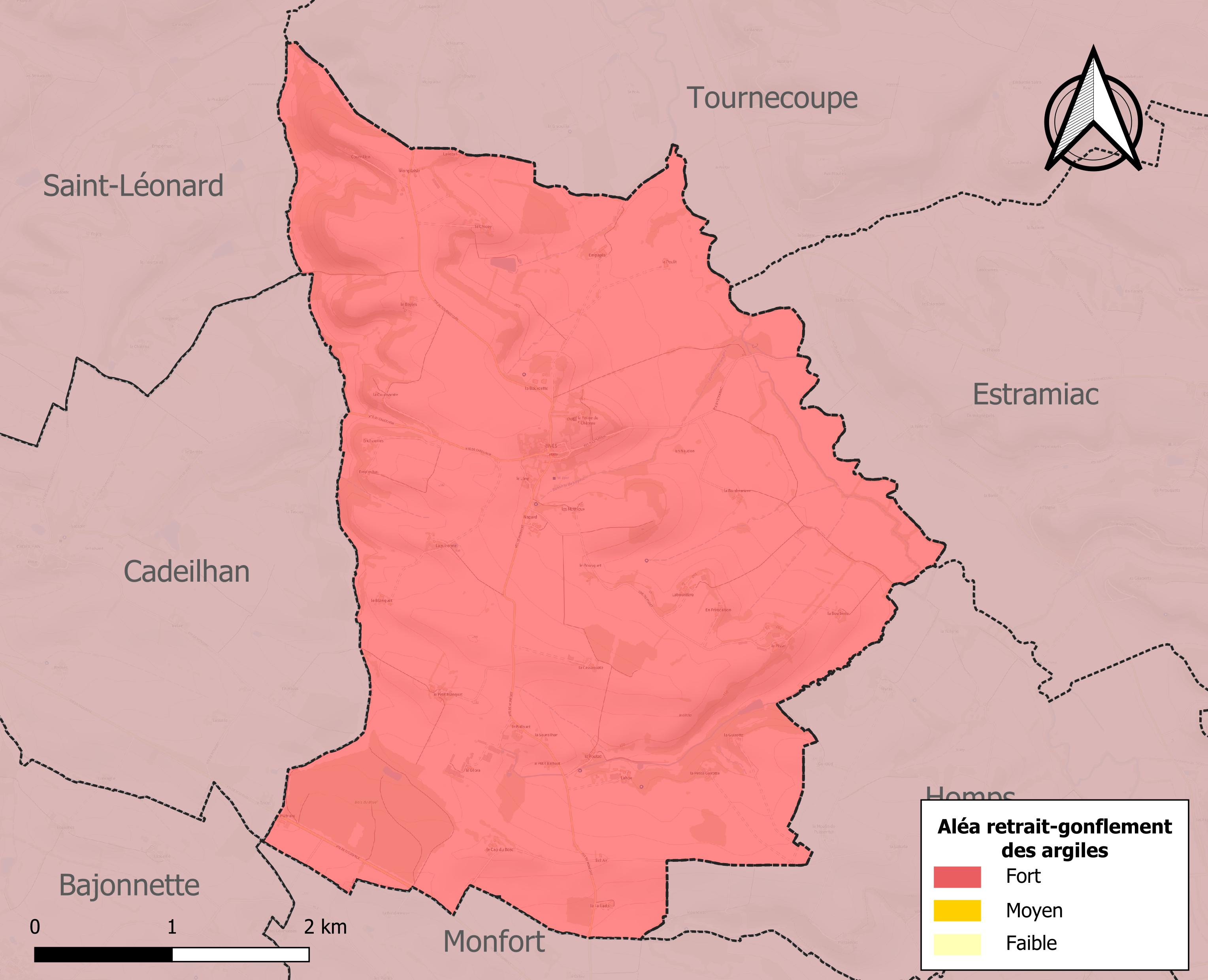
Carte des zones d'aléa retrait-gonflement des sols argileux de Bivès.

Le retrait-gonflement des sols argileux est susceptible d'engendrer des dommages importants aux bâtiments en cas d’alternance de périodes de sécheresse et de pluie. La totalité de la commune est en aléa moyen ou fort (94,5 % au niveau départemental et 48,5 % au niveau national). Sur les 75 bâtiments dénombrés sur la commune en 2019, 75 sont en aléa moyen ou fort, soit 100 %, à comparer aux 93 % au niveau départemental et 54 % au niveau national. Une cartographie de l'exposition du territoire national au retrait gonflement des sols argileux est disponible sur le site du BRGM,.
Par ailleurs, afin de mieux appréhender le risque d’affaissement de terrain, l'inventaire national des cavités souterraines permet de localiser celles situées sur la commune.
Concernant les mouvements de terrains, la commune a été reconnue en état de catastrophe naturelle au titre des dommages causés par la sécheresse en 1998, 2003 et 2012 et par des mouvements de terrain en 1999.

## Histoire
Au Xe siècle, Bivès était le fief de la famille de ce nom. Dès 1418 le fief devient celui de la maison de Marrenx. L’une ou l’autre de ces familles a pu construire la partie la plus ancienne du château de Bivès. Puis par alliance  à partir du XVe siècle, le château est la propriété des Castelbajac.
En effet, Pierre de Castelbajac, Seigneur de Paridoux épouse en 1520, Rose de Marrenx, dame de Bivès. Les terres sont vendues en 1557 pour 1370 livres à Bernard de Roquelaure.
Son petit fils, Bernard de Castelbajac passe bail à bâtir avec les maçons du village les 6 février et 29 juillet 1582 pour opérer des démolitions et d'importantes transformations du château auquel il a été adjoint un corps de logis d’un étage, parallélépipède flanqué au nord-est d’une tour ronde, gage d’une vis de pierre.
Sa petite fille, seigneuresse de Bivès, Philiberte de Castelbajac, épousera Octavien II du Bouzet coseigneur de Ligardes, capitaine du régiment de Roquepine, deuxième fils d’Octavien I, le 6 juillet 1626. Elle lui apportera donc le village de Bivès en dot.
En 1629 un contrat passé avec un maître lissier d’Aubusson témoigne des préoccupations décoratives du château de Bivès.
Devenu par échange la propriété d'Henri de Preissac d'Esclignac qui plus tard émigrera. Le château sera alors vendu comme un bien national le 16 septembre 1792.
En 1855 Bivès devient la propriété de la famille de Mellis. Le château sera victime d'un incendie. Une reconstruction partielle fera l'objet d’une transformation et d’un changement de style renaissance. Dorénavant l’image actuelle du château n’a pas changé.

## Politique et administration

### Liste des maires
| Période                                  | Période  | Identité         | Étiquette | Qualité                     |
| ---------------------------------------- | -------- | ---------------- | --------- | --------------------------- |
| Les données manquantes sont à compléter. |          |                  |           |                             |
| 2001                                     | 2008     | Jean-Noël Mauran | DVG       |                             |
| 2008                                     | 2020     | Aline Barailhé   | DVD       | Retraitée Fonction publique |
| 2020                                     | En cours | Chantal Calac    |           |                             |

## Population et société

### Démographie
| 1793 | 1800 | 1806 | 1821 | 1831 | 1841 | 1846 | 1851 | 1856 |
| ---- | ---- | ---- | ---- | ---- | ---- | ---- | ---- | ---- |
| 495  | 508  | 549  | 502  | 549  | 452  | 445  | 425  | 455  |

| 1861 | 1866 | 1872 | 1876 | 1881 | 1886 | 1891 | 1896 | 1901 |
| ---- | ---- | ---- | ---- | ---- | ---- | ---- | ---- | ---- |
| 406  | 376  | 378  | 342  | 338  | 342  | 317  | 286  | 272  |

| 1906 | 1911 | 1921 | 1926 | 1931 | 1936 | 1946 | 1954 | 1962 |
| ---- | ---- | ---- | ---- | ---- | ---- | ---- | ---- | ---- |
| 255  | 259  | 216  | 239  | 238  | 249  | 220  | 206  | 193  |

| 1968 | 1975 | 1982 | 1990 | 1999 | 2006 | 2007 | 2012 | 2017 |
| ---- | ---- | ---- | ---- | ---- | ---- | ---- | ---- | ---- |
| 170  | 147  | 133  | 125  | 130  | 131  | 131  | 124  | 133  |

| 2022 | - | - | - | - | - | - | - | - |
| ---- | - | - | - | - | - | - | - | - |
| 119  | - | - | - | - | - | - | - | - |

Depuis le dernier recensement de 2007, on y compte 138 habitants. La moyenne est de 13,9 habitants par km². Depuis 1999, la population de Bivès a augmenté de 6,2 %.

### Manifestations culturelles et festivités
- Fête patronale : dimanche suivant le 8 septembre[28].

## Économie

### Emploi
|                | 2008  | 2013  | 2018  |
| -------------- | ----- | ----- | ----- |
| Commune        | 6,6 % | 4,5 % | 9,2 % |
| Département    | 6,1 % | 7,5 % | 8,2 % |
| France entière | 8,3 % | 10 %  | 10 %  |

En 2018, la population âgée de 15 à 64 ans s'élève à 76 personnes, parmi lesquelles on compte 78,9 % d'actifs (69,7 % ayant un emploi et 9,2 % de chômeurs) et 21,1 % d'inactifs,. Depuis 2008, le taux de chômage communal (au sens du recensement) des 15-64 ans est supérieur à celui du département, mais inférieur à celui de la France.
La commune est hors attraction des villes,. Elle compte 40 emplois en 2018, contre 30 en 2013 et 30 en 2008. Le nombre d'actifs ayant un emploi résidant dans la commune est de 53, soit un indicateur de concentration d'emploi de 75,2 % et un taux d'activité parmi les 15 ans ou plus de 53,6 %.
Sur ces 53 actifs de 15 ans ou plus ayant un emploi, 21 travaillent dans la commune, soit 40 % des habitants. Pour se rendre au travail, 83 % des habitants utilisent un véhicule personnel ou de fonction à quatre roues, 1,9 % s'y rendent en deux-roues, à vélo ou à pied et 15,1 % n'ont pas besoin de transport (travail au domicile).

### Activités hors agriculture
8 établissements sont implantés  à Bivès au 31 décembre 2019.
Le secteur des activités spécialisées, scientifiques et techniques et des activités de services administratifs et de soutien est prépondérant sur la commune puisqu'il représente 37,5 % du nombre total d'établissements de la commune (3 sur les 8 entreprises implantées  à Bivès), contre 14,4 % au niveau départemental.

### Agriculture
La commune est dans la Lomagne, une petite région agricole occupant le nord-est du département du Gers. En 2020, l'orientation technico-économique de l'agriculture  sur la commune est l'exploitation de grandes cultures (hors céréales et oléoprotéagineuses).
|               | 1988 | 2000 | 2010 | 2020 |
| ------------- | ---- | ---- | ---- | ---- |
| Exploitations | 29   | 21   | 16   | 17   |
| SAU (ha)      | 773  | 955  | 891  | 965  |

Le nombre d'exploitations agricoles en activité et ayant leur siège dans la commune est passé de 29 lors du recensement agricole de 1988  à 21 en 2000 puis à 16 en 2010 et enfin à 17 en 2020, soit une baisse de 41 % en 32 ans. Le même mouvement est observé à l'échelle du département qui a perdu pendant cette période 51 % de ses exploitations,. La surface agricole utilisée sur la commune a quant à elle augmenté, passant de 773 ha en 1988 à 965 ha en 2020. Parallèlement la surface agricole utilisée moyenne par exploitation a augmenté, passant de 27 à 57 ha.

## Culture locale et patrimoine

### Lieux et monuments
À Bivès se trouvent quelques curiosités telles que :
- un château des XIIIe et XIVe siècles remanié Renaissance ;
- des pigeonniers ;
- un moulin à vent ;
- la chapelle Notre-Dame-des-Neiges du Chicoy.

### L’égliseSaint-André
L'église paroissiale est en réalité une ancienne chapelle voûtée en berceau avec une sacristie du XIIe siècle. La nef, le chœur et le clocher-mur datent de 1612.
Le clocher comporte cinq arcades toutes garnies de leur cloche, ce qui est rarissime.
En entrant dans la chapelle, le regard se porte à droite sur une statue moderne d’un bienheureux martyr de Germain de Paris : Antoine Charles Octavien du Bouzet (1739-1792) né au château de Bivès.
Celui-ci au diocèse de Lectoure, fut vicaire général de Reims et abbé commendataire de Notre-Dame-des-Vertus à partir de 1775. Il fut assassiné lors des massacres de septembre 1792, le 3, en l’abbaye de Saint-Germain-des-Prés à Paris où il a été incarcéré pour refus de serment. Il sera béatifié sous Pie XI le 17 octobre 1926 comme faisant partie des "Martyrs de Septembre".
Un des vitraux près du chœur représente saint André.
En 1853, l’église sera restaurée.
Actuellement le clocher se détériore et des travaux doivent être entrepris pour le restaurer.
L'édifice est répertorié dans la base Mérimée.